# Премія НАН України імені В. І. Толубинського
Премія імені Всеволода Івановича Толубинського — премія, встановлена НАН України за видатні наукові роботи в галузі теплофізики та теплотехніки.
Премію засновано 1997 року постановою Президії НАН України від 20.06.1997 № 228 та названо на честь українського радянського вченого у галузі теплоенергетики, доктора технічних наук, професора, академіка АН УРСР Всеволода Івановича Толубинського.
Починаючи з 2007 року Премію імені В. І. Толубинського присуджує Відділення фізико-технічних проблем матеріалознавства НАН України щотри роки.

## Лауреати премії
| Рік  | Тема | Лауреати                        | Коротко про лауреата |
| ---- | --- | ------------------------------- | --- |
| 1998 | за цикл робіт «Теплофізика двофазних середовищ» | Долінський Анатолій Андрійович  | академік НАН України, директор Інституту технічної теплофізики НАН України                                                                        |
| 2000 | за цикл робіт «Підвищення економічності, надійності та продовження ресурсу теплотехнічного обладнання ТЕС та АЕС»                                                                                           | Гнесін Віталій Ісайович         | доктор технічних наук, завідувач відділу Інституту проблем машинобудування ім. А. М. Підгорного НАН України                                       |
| 2000 | за цикл робіт «Підвищення економічності, надійності та продовження ресурсу теплотехнічного обладнання ТЕС та АЕС»                                                                                           | Голощапов Володимир Миколайович | кандидат технічних наук, провідний науковий співробітник Інституту проблем машинобудування ім. А. М. Підгорного НАН України                       |
| 2000 | за цикл робіт «Підвищення економічності, надійності та продовження ресурсу теплотехнічного обладнання ТЕС та АЕС»                                                                                           | Шубенко Олександр Леонідович    | доктор технічних наук, завідувач відділу Інституту проблем машинобудування ім. А. М. Підгорного НАН України                                       |
| 2002 | за цикл робіт «Термогазодинаміка вихрових і закручених потоків» | Борисов Ігор Іванович           | співробітник Інституту технічної теплофізики НАН України                                                                                          |
| 2002 | за цикл робіт «Термогазодинаміка вихрових і закручених потоків» | Костенко Ніна Володимирівна     | співробітник Інституту технічної теплофізики НАН України                                                                                          |
| 2002 | за цикл робіт «Термогазодинаміка вихрових і закручених потоків» | Халатов Артем Артемович         | член-кореспондент НАН України, Інститут технічної теплофізики НАН України                                                                         |
| 2004 | за монографію «Обратные задачи теплопроводности» (у 2-х томах) | Мацевитий Юрій Михайлович       | академік НАН України, директор Інституту проблем машинобудування ім. А. М. Підгорного НАН України                                                 |
| 2006 | за цикл робіт «Дослідження динаміки тепломасопереносу, фазових перетворень та усадки при сушінні колоїдних капілярно-пористих тіл з метою створення енергозберігаючих технологій»                           | Нікітенко Микола Іванович       | доктор технічних наук, професор, пров.н.с. відділу нестаціонарного тепломасопереносу в процесах сушіння ІТТФ НАН України                          |
| 2006 | за цикл робіт «Дослідження динаміки тепломасопереносу, фазових перетворень та усадки при сушінні колоїдних капілярно-пористих тіл з метою створення енергозберігаючих технологій»                           | Снєжкін Юрій Федорович          | член-кореспондент НАН України, завідувач відділу нестаціонарного тепломасопереносу в процесах сушіння Інституту технічної теплофізики НАН України |
| 2006 | за цикл робіт «Дослідження динаміки тепломасопереносу, фазових перетворень та усадки при сушінні колоїдних капілярно-пористих тіл з метою створення енергозберігаючих технологій»                           | Сорокова Наталія Миколаївна     | кандидат технічних наук, ст.н.с. відділу нестаціонарного тепломасопереносу в процесах сушіння ІТТФ НАН України                                    |
| 2008 | цикл робіт «Тепломасообмін та гідродинаміка гетерогенних потоків» | Басок Борис Іванович            | член-кореспондент НАН України, заступник директора Інституту технічної теплофізики НАН України                                                    |
| 2008 | цикл робіт «Тепломасообмін та гідродинаміка гетерогенних потоків» | Авраменко Андрій Олександрович  | член-кореспондент НАН України, завідувач відділу Інституту технічної теплофізики НАН України                                                      |
| 2008 | цикл робіт «Тепломасообмін та гідродинаміка гетерогенних потоків» | Накорчевський Альфред Іванович  | доктор технічних наук, провідний науковий співробітник Інституту технічної теплофізики НАН України                                                |
| 2011 | за цикл робіт «Розробка та впровадження методів спалювання високозольного вугілля та відходів вуглезбагачення в різних модифікаціях киплячого шару»                                                         | Корчевий Юрій Петрович          | академік НАН України, почесний директор Інституту вугільних енерготехнологій НАН України                                                          |
| 2011 | за цикл робіт «Розробка та впровадження методів спалювання високозольного вугілля та відходів вуглезбагачення в різних модифікаціях киплячого шару»                                                         | Топало Олександр Іванович       | академік НАН України (посмертно) |
| 2011 | за цикл робіт «Розробка та впровадження методів спалювання високозольного вугілля та відходів вуглезбагачення в різних модифікаціях киплячого шару»                                                         | Штерн Михайло Борисович         | кандидат технічних наук, старший науковий співробітник Інституту вугільних енерготехнологій НАН України                                           |
| 2014 | за цикл праць «Розроблення та впровадження енергозберігаючих технологій з економії та заміщення природного газу альтернативними енергоносіями в промисловості та системах централізованого теплопостачання» | Карп Ігор Миколайович           | академік НАН України, головний науковий співробітник відділу процесів горіння Інституту газу НАН України                                          |
| 2014 | за цикл праць «Розроблення та впровадження енергозберігаючих технологій з економії та заміщення природного газу альтернативними енергоносіями в промисловості та системах централізованого теплопостачання» | Нікітін Євген Євгенович         | кандидат технічних наук, провідний науковий співробітник відділу процесів горіння Інституту газу НАН України                                      |
| 2014 | за цикл праць «Розроблення та впровадження енергозберігаючих технологій з економії та заміщення природного газу альтернативними енергоносіями в промисловості та системах централізованого теплопостачання» | П'яних Костянтин Євгенович      | завідувач відділу процесів горіння Інституту газу НАН України                                                                                     |
| 2017 | за серію праць «Розвиток прикладної теорії горіння: термодинаміка, кінетика, тепломасообмін, міжфазний перенос вуглецю і води»                                                                              | Бондаренко Борис Іванович       | академік НАН України, директору Інституту газу НАН України                                                                                        |
| 2017 | за серію праць «Розвиток прикладної теорії горіння: термодинаміка, кінетика, тепломасообмін, міжфазний перенос вуглецю і води»                                                                              | Сорока Борис Семенович          | доктор технічних наук, завідувач відділу Інституту газу НАН України                                                                               |
| 2020 | за серію праць: «Методи та засоби моніторингу теплофізичних процесів» | Бабак Віталій Павлович          | член-кореспондент НАН України, заступник директора Інституту технічної теплофізики НАН України                                                    |
| 2020 | за серію праць: «Методи та засоби моніторингу теплофізичних процесів» | Ковтун Світлана Іванівна        | доктор технічних наук, старший науковий співробітник Інституту технічної теплофізики НАН України                                                  |
| 2020 | за серію праць: «Методи та засоби моніторингу теплофізичних процесів» | Декуша Олег Леонідович          | кандидат технічних наук, старший науковий співробітник Інституту технічної теплофізики НАН України                                                |